# Copa Libertadores da América de 1978
A edição de 1978 da Taça Libertadores da América foi a 19.ª edição disputada ao longo da história. Pelo segundo ano consecutivo, a taça foi conquistada pelo Boca Juniors, da Argentina. A primeira partida da final contra o Deportivo Cali terminou empatada sem gols e na segunda e decisiva batalha, a equipe colombiana não resistiu a pressão do estádio La Bombonera do Boca e foi goleada por 4 a 0, na primeira vez que uma equipe da Colômbia alcançava a final.

## Equipes classificadas
- Argentina
  - Boca Juniores	(Campeão da Libertadores 1977)
  - Independiente	(Campeão do Campeonato Nacional Argentino 1977)
  - River Plate	(Campeão do Campeonato Metropolitano Argentino 1977)

- Bolívia
  - The Strongest	(Campeão do Campeonato Boliviano 1977)
  - Oriente Petrolero	(Vice-campeão do Campeonato Boliviano 1977)

- Brasil
  - São Paulo	(Campeão do Campeonato Brasileiro 1977)
  - Atlético Mineiro	(Vice-campeão do Campeonato Brasileiro 1977)

- Chile
  - Union Española	(Campeão do Campeonato Chileno 1977)
  - Palestino	(Campeão da Mini-Liga Pré-Libertadores 1977)

- Colômbia
  - Atlético Junior	(Campeão do Campeonato Colombiano 1977)
  - Deportivo Cali	(Vice-campeão do Campeonato Colombiano 1977)

- Equador
  - El Nacional	(Campeão do Campeonato Equatoriano 1977)
  - LDU	(Vice-campeão do Campeonato Equatoriano 1977)

- Paraguai
  - Cerro Porteño	(Campeão do Campeonato Paraguaio 1977)
  - Libertad	(Vice-campeão do Campeonato Paraguaio 1977)

- Peru
  - Alianza Lima	(Campeão do Campeonato Peruano 1977)
  - Sporting Cristal	(Vice-campeão do Campeonato Peruano 1977)

- Uruguai
  - Peñarol	(Campeão da Mini-Liga Pré-Libertadores 1977)
  - Danubio	(Vice-campeão da Mini-Liga Pré-Libertadores 1977)

- Venezuela
  - Portuguesa	(Campeão do Campeonato Venezuelano 1977)
  - Estudiantes	(Vice-campeão do Campeonato Venezuelano 1977)

## Fase de grupos
O Boca Juniors, da Argentina, campeão da Taça Libertadores da América de 1977, avançou direto para as semifinais.

### Grupo 1
| Time          | Pts | J | V | E | D | GP | GC | SG |
| ------------- | --- | - | - | - | - | -- | -- | -- |
| River Plate   | 8   | 6 | 2 | 4 | 0 | 7  | 1  | 6  |
| Independiente | 8   | 6 | 3 | 2 | 1 | 6  | 2  | 4  |
| LDU Quito     | 5   | 6 | 2 | 1 | 3 | 4  | 10 | -6 |
| El Nacional   | 3   | 6 | 1 | 1 | 4 | 6  | 10 | -4 |

| 27 de junho, 1978 |     |               |  |              |
| LDU               | 1–0 | Independiente |  | Quito        |
| El Nacional       | 1–1 | River Plate   |  | Quito        |
| 30 de junho, 1978 |     |               |  |              |
| LDU               | 0–0 | River Plate   |  | Quito        |
| El Nacional       | 1–2 | Independiente |  | Quito        |
| 5 de julho, 1978  |     |               |  |              |
| Independiente     | 0–0 | River Plate   |  | Avellaneda   |
| El Nacional       | 2–0 | LDU           |  | Quito        |
| 11 de julho, 1978 |     |               |  |              |
| River Plate       | 2–0 | El Nacional   |  | Buenos Aires |
| 14 de julho, 1978 |     |               |  |              |
| Independiente     | 2–0 | El Nacional   |  | Avellaneda   |
| 18 de julho, 1978 |     |               |  |              |
| River Plate       | 4–0 | LDU           |  | Buenos Aires |
| 20 de julho, 1978 |     |               |  |              |
| Independiente     | 2–0 | LDU           |  | Avellaneda   |
| 26 de julho, 1978 |     |               |  |              |
| River Plate       | 0–0 | Independiente |  | Buenos Aires |
| LDU               | 3–2 | El Nacional   |  | Quito        |
| Desempate         |     |               |  |              |
| 2 de agosto, 1978 |     |               |  |              |
| River Plate       | 4–1 | Independiente |  | Buenos Aires |

### Grupo 2
| Time              | Pts | J | V | E | D | GP | GC | SG |
| ----------------- | --- | - | - | - | - | -- | -- | -- |
| Alianza Lima      | 11  | 6 | 5 | 1 | 0 | 19 | 5  | 14 |
| Sporting Cristal  | 7   | 6 | 3 | 1 | 2 | 9  | 9  | 0  |
| The Strongest     | 4   | 6 | 2 | 0 | 4 | 7  | 12 | -5 |
| Oriente Petrolero | 2   | 6 | 1 | 0 | 5 | 5  | 14 | -9 |

| 2 de julho, 1978  |     |                   |  |            |
| The Strongest     | 2–0 | Oriente Petrolero |  | La Paz     |
| 5 de julho, 1978  |     |                   |  |            |
| Alianza Lima      | 2–2 | Sporting Cristal  |  | Lima       |
| 12 de julho, 1978 |     |                   |  |            |
| The Strongest     | 3–1 | Sporting Cristal  |  | La Paz     |
| Oriente Petrolero | 0–4 | Alianza Lima      |  | Santa Cruz |
| 16 de julho, 1978 |     |                   |  |            |
| Oriente Petrolero | 0–1 | Sporting Cristal  |  | Santa Cruz |
| 17 de julho, 1978 |     |                   |  |            |
| The Strongest     | 1–2 | Alianza Lima      |  | La Paz     |
| 21 de julho, 1978 |     |                   |  |            |
| Sporting Cristal  | 1–4 | Alianza Lima      |  | Lima       |
| 22 de julho, 1978 |     |                   |  |            |
| Oriente Petrolero | 4–1 | The Strongest     |  | Santa Cruz |
| 25 de julho, 1978 |     |                   |  |            |
| Sporting Cristal  | 1–0 | Oriente Petrolero |  | Lima       |
| 28 de julho, 1978 |     |                   |  |            |
| Alianza Lima      | 5–1 | Oriente Petrolero |  | Lima       |
| 1 de agosto, 1978 |     |                   |  |            |
| Sporting Cristal  | 3–0 | The Strongest     |  | Lima       |
| 4 de agosto, 1978 |     |                   |  |            |
| Alianza Lima      | 2–0 | The Strongest     |  | Lima       |

### Grupo 3
| Time             | Pts | J | V | E | D | GP | GC | SG |
| ---------------- | --- | - | - | - | - | -- | -- | -- |
| Atlético Mineiro | 10  | 6 | 4 | 2 | 0 | 16 | 8  | 8  |
| Unión Española   | 6   | 6 | 1 | 4 | 1 | 7  | 10 | -3 |
| São Paulo        | 5   | 6 | 1 | 3 | 2 | 6  | 7  | -1 |
| Palestino        | 3   | 6 | 1 | 1 | 4 | 8  | 12 | -4 |

| 14 de março, 1978 |     |                  |  |                |
| Unión Española    | 0–0 | Palestino        |  | Santiago       |
| 15 de março, 1978 |     |                  |  |                |
| Atlético Mineiro  | 1–1 | São Paulo        |  | Belo Horizonte |
| 22 de março, 1978 |     |                  |  |                |
| Palestino         | 0–1 | São Paulo        |  | Santiago       |
| Unión Española    | 1–1 | Atlético Mineiro |  | Santiago       |
| 26 de março, 1978 |     |                  |  |                |
| Palestino         | 4–5 | Atlético Mineiro |  | Santiago       |
| Unión Española    | 1–1 | São Paulo        |  | Santiago       |
| 9 de abril, 1978  |     |                  |  |                |
| São Paulo         | 1–2 | Atlético Mineiro |  | São Paulo      |
| Palestino         | 2–3 | Unión Española   |  | Santiago       |
| 16 de abril, 1978 |     |                  |  |                |
| São Paulo         | 1–2 | Palestino        |  | São Paulo      |
| Atlético Mineiro  | 5–1 | Unión Española   |  | Belo Horizonte |
| 19 de abril, 1978 |     |                  |  |                |
| São Paulo         | 1–1 | Unión Española   |  | São Paulo      |
| Atlético Mineiro  | 2–0 | Palestino        |  | Belo Horizonte |

### Grupo 4
| Time           | Pts | J | V | E | D | GP | GC | SG |
| -------------- | --- | - | - | - | - | -- | -- | -- |
| Deportivo Cali | 8   | 6 | 3 | 2 | 1 | 5  | 3  | 2  |
| Peñarol        | 6   | 6 | 3 | 0 | 3 | 7  | 7  | 0  |
| Junior         | 6   | 6 | 1 | 4 | 1 | 1  | 1  | 0  |
| Danubio        | 4   | 6 | 1 | 2 | 3 | 6  | 8  | -2 |

| 12 de abril, 1978 |     |                |  |              |
| Junior            | 0–0 | Deportivo Cali |  | Barranquilla |
| 19 de abril, 1978 |     |                |  |              |
| Peñarol           | 4–2 | Danubio        |  | Montevidéu   |
| 14 de maio, 1978  |     |                |  |              |
| Junior            | 0–0 | Danubio        |  | Barranquilla |
| Deportivo Cali    | 1–0 | Peñarol        |  | Cali         |
| 17 de maio, 1978  |     |                |  |              |
| Deportivo Cali    | 2–0 | Danubio        |  | Cali         |
| Junior            | 1–0 | Peñarol        |  | Barranquilla |
| 7 de junho, 1978  |     |                |  |              |
| Danubio           | 1–2 | Peñarol        |  | Montevidéu   |
| 9 de julho, 1978  |     |                |  |              |
| Deportivo Cali    | 0–0 | Junior         |  | Cali         |
| 18 de julho, 1978 |     |                |  |              |
| Danubio           | 0–0 | Junior         |  | Montevidéu   |
| Peñarol           | 0–2 | Deportivo Cali |  | Montevidéu   |
| 23 de julho, 1978 |     |                |  |              |
| Danubio           | 3–0 | Deportivo Cali |  | Montevidéu   |
| Peñarol           | 1–0 | Junior         |  | Montevidéu   |

### Grupo 5
| Time                  | Pts | J | V | E | D | GP | GC | SG |
| --------------------- | --- | - | - | - | - | -- | -- | -- |
| Cerro Porteño         | 9   | 6 | 3 | 3 | 0 | 7  | 4  | 3  |
| Portuguesa            | 6   | 6 | 2 | 2 | 2 | 5  | 5  | 0  |
| Estudiantes de Mérida | 5   | 6 | 1 | 3 | 2 | 7  | 8  | -1 |
| Libertad              | 4   | 6 | 1 | 2 | 3 | 4  | 6  | -2 |

| 5 de março, 1978      |     |                       |  |          |
| Cerro Porteño         | 1–0 | Libertad              |  | Assunção |
| 12 de março, 1978     |     |                       |  |          |
| Estudiantes de Mérida | 0–0 | Portuguesa            |  | Mérida   |
| 26 de março, 1978     |     |                       |  |          |
| Estudiantes de Mérida | 2–3 | Cerro Porteño         |  | Mérida   |
| Portuguesa            | 1–0 | Libertad              |  | Acarigua |
| 30 de março, 1978     |     |                       |  |          |
| Estudiantes de Mérida | 1–1 | Libertad              |  | Mérida   |
| Portuguesa            | 1–1 | Cerro Porteño         |  | Acarigua |
| 2 de abril, 1978      |     |                       |  |          |
| Portuguesa            | 1–2 | Estudiantes           |  | Acarigua |
| 5 de abril, 1978      |     |                       |  |          |
| Libertad              | 0–0 | Cerro Porteño         |  | Assunção |
| 25 de abril, 1978     |     |                       |  |          |
| Cerro Porteño         | 1–1 | Estudiantes de Mérida |  | Assunção |
| 28 de abril, 1978     |     |                       |  |          |
| Libertad              | 2–1 | Estudiantes de Mérida |  | Assunção |
| 9 de maio, 1978       |     |                       |  |          |
| Libertad              | 1–2 | Portuguesa            |  | Assunção |
| 13 de maio, 1978      |     |                       |  |          |
| Cerro Porteño         | 1–0 | Portuguesa            |  | Assunção |

## Semifinais

### Grupo A
| Time             | Pts | J | V | E | D | GP | GC | SG |
| ---------------- | --- | - | - | - | - | -- | -- | -- |
| Boca Juniors     | 7   | 4 | 3 | 1 | 0 | 7  | 2  | 5  |
| River Plate      | 3   | 4 | 1 | 1 | 2 | 1  | 3  | -2 |
| Atlético Mineiro | 2   | 4 | 1 | 0 | 3 | 3  | 6  | -3 |

| 19 de setembro, 1978 |     |                  |  |                |
| Boca Juniors         | 0–0 | River Plate      |  | Buenos Aires   |
| 24 de setembro, 1978 |     |                  |  |                |
| Atlético Mineiro     | 1–2 | Boca Juniors     |  | Belo Horizonte |
| 28 de setembro, 1978 |     |                  |  |                |
| River Plate          | 1–0 | Atlético Mineiro |  | Buenos Aires   |
| 5 de outubro, 1978   |     |                  |  |                |
| Boca Juniors         | 3–1 | Atlético Mineiro |  | Buenos Aires   |
| 8 de outubro, 1978   |     |                  |  |                |
| Atlético Mineiro     | 1–0 | River Plate      |  | Belo Horizonte |
| 17 de outubro, 1978  |     |                  |  |                |
| River Plate          | 0–2 | Boca Juniors     |  | Buenos Aires   |

### Grupo B
| Time           | Pts | J | V | E | D | GP | GC | SG |
| -------------- | --- | - | - | - | - | -- | -- | -- |
| Deportivo Cali | 7   | 4 | 3 | 1 | 0 | 12 | 4  | 8  |
| Cerro Porteño  | 3   | 4 | 1 | 1 | 2 | 4  | 9  | -5 |
| Alianza Lima   | 2   | 4 | 1 | 0 | 3 | 7  | 10 | -3 |

| 14 de setembro, 1978 |     |                |  |          |
| Alianza Lima         | 3–0 | Cerro Porteño  |  | Lima     |
| 17 de setembro, 1978 |     |                |  |          |
| Deportivo Cali       | 1–1 | Cerro Porteño  |  | Cali     |
| 21 de setembro, 1978 |     |                |  |          |
| Deportivo Cali       | 3–2 | Alianza Lima   |  | Cali     |
| 5 de outubro, 1978   |     |                |  |          |
| Cerro Porteño        | 3–1 | Alianza Lima   |  | Assunção |
| 14 de outubro, 1978  |     |                |  |          |
| Alianza Lima         | 1–4 | Deportivo Cali |  | Lima     |
| 18 de outubro, 1978  |     |                |  |          |
| Cerro Porteño        | 0–4 | Deportivo Cali |  | Assunção |

## Finais[1]
| Time           | Pts | J | V | E | D | GP | GC | SG |
| -------------- | --- | - | - | - | - | -- | -- | -- |
| Boca Juniors   | 3   | 2 | 1 | 1 | 0 | 4  | 0  | +4 |
| Deportivo Cali | 1   | 2 | 1 | 1 | 0 | 0  | 4  | -4 |

Jogo de ida
| 23 de novembro de 1978 | Deportivo Cali | 0 – 0 | Boca Juniors | Estadio Olímpico Pascual Guerrero, Cáli                                                             |
|                        |                |       |              | Público: 45 000 Árbitro: Héctor Ortiz Assistente 1: Romualdo Arppi Filho Assistente 2: César Orozco |

Deportivo Cáli: Zape, Ospina, F.Castro (Correa), Caicedo e Escobar; Arce Valverde, Otero (Jaramillo) e Landucci; Torres, Scotta e Juan Benítez. Técnico: Juan Carlos Lorenzo
Boca Juniors: Rodríguez, Pernía, Sá, Mouzo e Bordón; J.J.Benítez, Suñé e Zanabria; Mastrángelo, Salinas e Perotti. Técnico: Carlos Bilardo
Jogo de volta
| 28 de novembro de 1978 | Boca Juniors                                              | 4 – 0 | Deportivo Cali | La Bombonera, Buenos Aires                                                                        |
|                        | Perotti 15' · Mastrángelo 61' · Salinas 73' · Perotti 87' |       |                | Público: 55 000 Árbitro: César Orozco Assistente 1: Ramón Barreto Assistente 2: Vicente Llobregat |

Boca Juniors: Gatti, Pernía, Sá, Mouzo e Bordón; J.J.Benítez (Veglio), Suñé e Zanabria; Mastrángelo, Salinas e Perotti. Técnico: Carlos Bilardo
Deportivo Cáli: Zape, Ospina (F.Castro), Escobar, Caicedo e Correa; Arce Valverde, Landucci e Otero (Umaña); Torres, Scotta e Juan Benítez. Técnico: Juan Carlos Lorenzo
| Taça Libertadores de 1978        |
| -------------------------------- |
| Boca Juniors Campeão (2º título) |

## Classificação Geral
| Pos | Times                 | P  | J  | V | E | D | GP | GC | SG  | Resultado     |
| --- | --------------------- | -- | -- | - | - | - | -- | -- | --- | ------------- |
| 1   | Boca Juniors          | 10 | 6  | 4 | 2 | 0 | 11 | 2  | +9  | Campeão       |
| 2   | Deportivo Cali        | 16 | 12 | 7 | 4 | 1 | 17 | 11 | +6  | Vice campeão  |
| 3   | Alianza Lima          | 13 | 10 | 6 | 1 | 3 | 26 | 15 | +11 | Semifinal     |
| 4   | Atlético Mineiro      | 12 | 10 | 5 | 2 | 3 | 19 | 14 | +5  | Semifinal     |
| 5   | River Plate           | 11 | 10 | 3 | 5 | 2 | 8  | 4  | +4  | Semifinal     |
| 6   | Cerro Porteño         | 8  | 10 | 4 | 4 | 2 | 11 | 13 | -2  | Semifinal     |
| 7   | Independiente         | 8  | 6  | 3 | 2 | 1 | 6  | 2  | 4   | Primeira Fase |
| 8   | Sporting Cristal      | 7  | 6  | 3 | 1 | 2 | 9  | 9  | 0   | Primeira Fase |
| 9   | Peñarol               | 6  | 6  | 3 | 0 | 3 | 7  | 7  | 0   | Primeira Fase |
| 10  | Portuguesa            | 6  | 6  | 2 | 2 | 2 | 5  | 5  | 0   | Primeira Fase |
| 11  | Junior                | 6  | 6  | 1 | 4 | 1 | 1  | 1  | 0   | Primeira Fase |
| 12  | Unión Española        | 6  | 6  | 1 | 4 | 1 | 7  | 10 | -3  | Primeira Fase |
| 13  | Estudiantes de Mérida | 5  | 6  | 1 | 3 | 2 | 7  | 8  | -1  | Primeira Fase |
| 14  | São Paulo             | 5  | 6  | 1 | 3 | 2 | 6  | 7  | -1  | Primeira Fase |
| 15  | LDU Quito             | 5  | 6  | 2 | 1 | 3 | 4  | 10 | -6  | Primeira Fase |
| 16  | Danubio               | 4  | 6  | 1 | 2 | 3 | 6  | 8  | -2  | Primeira Fase |
| 17  | Libertad              | 4  | 6  | 1 | 2 | 3 | 4  | 6  | -2  | Primeira Fase |
| 18  | The Strongest         | 4  | 6  | 2 | 0 | 4 | 7  | 12 | -5  | Primeira Fase |
| 19  | Palestino             | 3  | 6  | 1 | 1 | 4 | 8  | 12 | -4  | Primeira Fase |
| 20  | El Nacional           | 3  | 6  | 1 | 1 | 4 | 6  | 10 | -4  | Primeira Fase |
| 21  | Oriente Petrolero     | 2  | 6  | 1 | 0 | 5 | 5  | 14 | -9  | Primeira Fase |